# Ли Юй (поэт)
Ли Юй (кит. 李煜; также исвестен как Ли Хоучжу и Ли Чун-гуан; 937 — 15 августа 978) — китайский поэт, последний император династии Южная Тан. Мастер лирических романсов малой формы — цы. Создал лучшие свои произведения после того, как лишился трона. Был низложен основателем сунской династии и умерщвлён после нескольких лет плена.